# Швед, Марьян Васильевич
Марья́н Васи́льевич Швед (укр. Мар'ян Васильович Швед; род. 16 июля 1997, Николаев, Львовская область) — украинский футболист, полузащитник донецкого «Шахтёра». Выступал за сборную Украины.

## Биография
Воспитанник львовских «Карпат», за команду которых играл в ДЮФЛ. В 2014 году тренер юношеской (до 19 лет) команды львовян Игор Йовичевич забрал футболиста в эту команду. По итогам сезона 2013/14 эта команда завоевала бронзовые медали юношеского чемпионата Украины. После этого успеха Йовичевич сменил Александра Севидова на посту главного тренера команды Премьер-лиги. Швед начал следующий сезон в «Карпатах» U-19, где до конца 2014 года провёл 12 матчей и забил 5 голов. После зимнего перерыва Йовичевич забрал 17-летнего Шведа в первую команду. В Премьер-лиге футболист дебютировал 1 марта 2015 года в игре против донецкого «Металлурга», сыграв все 90 минут матча. Швед стал игроком основного состава «Карпат», будучи при этом школьником. 26 апреля 2015 года забил два гола донецкому «Олимпику», что позволило выиграть «Карпатам» со счётом 4:1.
4 августа 2015 стало известно, что Марьян продолжит карьеру в «Севилье», с которой заключит 5-летний контракт, при этом начав выступления в рядах фарм-клуба испанской команды «Севилья Атлетико». «Карпаты» получили за Шведа 1 млн евро и 30 % с последующей продажи. 17 августа провёл первую тренировку за дубль с, а 17 января 2016 года впервые тренировался с основной командой.
30 августа 2017 стало известно, что Марьян вернулся в «Карпаты», с которыми заключил 3-летний контракт.
31 января 2019 года стал игроком шотландского «Селтика», но остался в львовском клубе до мая этого года. 30 июля дебютировал в составе шотландского клуба, выйдя на замену в матче 2-го квалификационного раунда Лиги Чемпионов 2019/20 и забил свой дебютный гол в первом матче против эстонского «Нымме Калью» (2:0).
15 августа 2020 года перешёл в бельгийский «Мехелен» на правах годичной аренды с правом выкупа.
1 сентября 2022 года перешёл в донецкий «Шахтёр», с которым заключил контракт на 5 лет. 6 сентября 2022 года оформил дубль в ворота «РБ Лейпциг» в матче ЛЧ 2022/2023.

## Достижения

### Командные
«Шахтёр» (Донецк)
- Чемпион Украины (2): 2022/23, 2023/24
- Бронзовый призёр чемпионата Украины: 2024/25
- Обладатель Кубка Украины (2): 2023/24, 2024/25

### Личные
- Лучший игрок месяца чемпионата Украины (3): сентябрь 2018, ноябрь 2018, март 2019

## Клубная статистика
По состоянию на 19 декабря 2015 года
| Выступление      | Выступление       | Выступление      | Лига | Лига | Кубки | Кубки | Еврокубки | Еврокубки | Остальные | Остальные | Итого | Итого |
| Клуб             | Лига              | Сезон            | Игры | Голы | Игры  | Голы  | Игры      | Голы      | Игры      | Голы      | Игры  | Голы  |
| ---------------- | ----------------- | ---------------- | ---- | ---- | ----- | ----- | --------- | --------- | --------- | --------- | ----- | ----- |
| Карпаты          | Чемпионат Украины | 2014/15          | 10   | 2    | 0     | 0     | 0         | 0         | 0         | 0         | 10    | 2     |
| Карпаты          | Чемпионат Украины | 2015/16          | 2    | 0    | 0     | 0     | 0         | 0         | 0         | 0         | 2     | 0     |
| Карпаты          | Итого             | Итого            | 12   | 2    | 0     | 0     | 0         | 0         | 0         | 0         | 12    | 2     |
| Севилья Атлетико | Сегунда B         | 2015/16          | 1    | 0    | 0     | 0     | 0         | 0         | 0         | 0         | 1     | 0     |
| Севилья Атлетико | Итого             | Итого            | 1    | 0    | 0     | 0     | 0         | 0         | 0         | 0         | 1     | 0     |
| Всего за карьеру | Всего за карьеру  | Всего за карьеру | 13   | 2    | 0     | 0     | 0         | 0         | 0         | 0         | 13    | 2     |

## Семья
Отец — Василий Швед — бывший профессиональный футболист.